# Aslauga bitjensis
Aslauga bitjensis är en fjärilsart som beskrevs av Bethune-Baker 1924. Aslauga bitjensis ingår i släktet Aslauga och familjen juvelvingar. Inga underarter finns listade i Catalogue of Life.